# Leptothrium senegalense
Leptothrium senegalense är en gräsart som först beskrevs av Carl Sigismund Kunth, och fick sitt nu gällande namn av Clayton. Leptothrium senegalense ingår i släktet Leptothrium och familjen gräs. Inga underarter finns listade i Catalogue of Life.